# Gare de Kalterherberg
La gare de Kalterherberg est une ancienne gare ferroviaire belgo-allemande de la ligne 48, de Stolberg à Saint-Vith desservant la commune allemande de Kalterherberg, dans la région urbaine d'Aix-la-Chapelle en Rhénanie-du-Nord-Westphalie. Elle se trouve près du village de Leykaul, sur la commune de Butgenbach dans la province de Liège, en Région wallonne.

## Situation ferroviaire
La gare de Kalterherberg se trouvait au point kilométrique (PK) 52,3 de la ligne 48, de Stolberg (frontière allemande) à Saint-Vith entre les gares de Monschau et Sourbrodt.

## Histoire
La secte de Monschau à Waimes et son prolongement vers Malmédy sont inaugurés le 1er décembre 1885 par les Chemins de fer prussiens. Alors que les plans d'origine prévoyaient seulement une gare intermédiaire de plus — celle de Sourbdrodt — Josef Conrads, représentant communal de Kalterherberg, obtient la construction d'une gare située au village de Leyka; un important propriétaire terrien du nom de von Reichenstein réclamait un autre emplacement plus proche de son domaine. La gare est agrandie en 1906-1908.
Le 15 septembre 1889, deux trains de voyageurs entrent en collision sur la ligne à voie unique en direction de Monschau.
La gare et la ligne deviennent belges après la Première Guerre mondiale. Le trafic des trains de voyageurs est suspendu au nord de Kalterherberg après la Seconde Guerre mondiale et disparaît sur la section vers Waimes le 1er juin 1954. Les trains de marchandises continuent à desservir les gares de la ligne mais les voies de garage sont supprimées dans plusieurs stations dont Kalterherberg en 1987 et le dernier train commercial quitte la ligne en 1989.
L'association Vennbahn (1990-2002) puis un vélorail ont repris possession de la ligne. Les rails ont néanmoins été retirés dans les années 2000 sauf sur la section Kalterherberg - Sourbdrodt où ils sont utilisés par les railbikes (cyclo-draisines).

Galerie de photographies
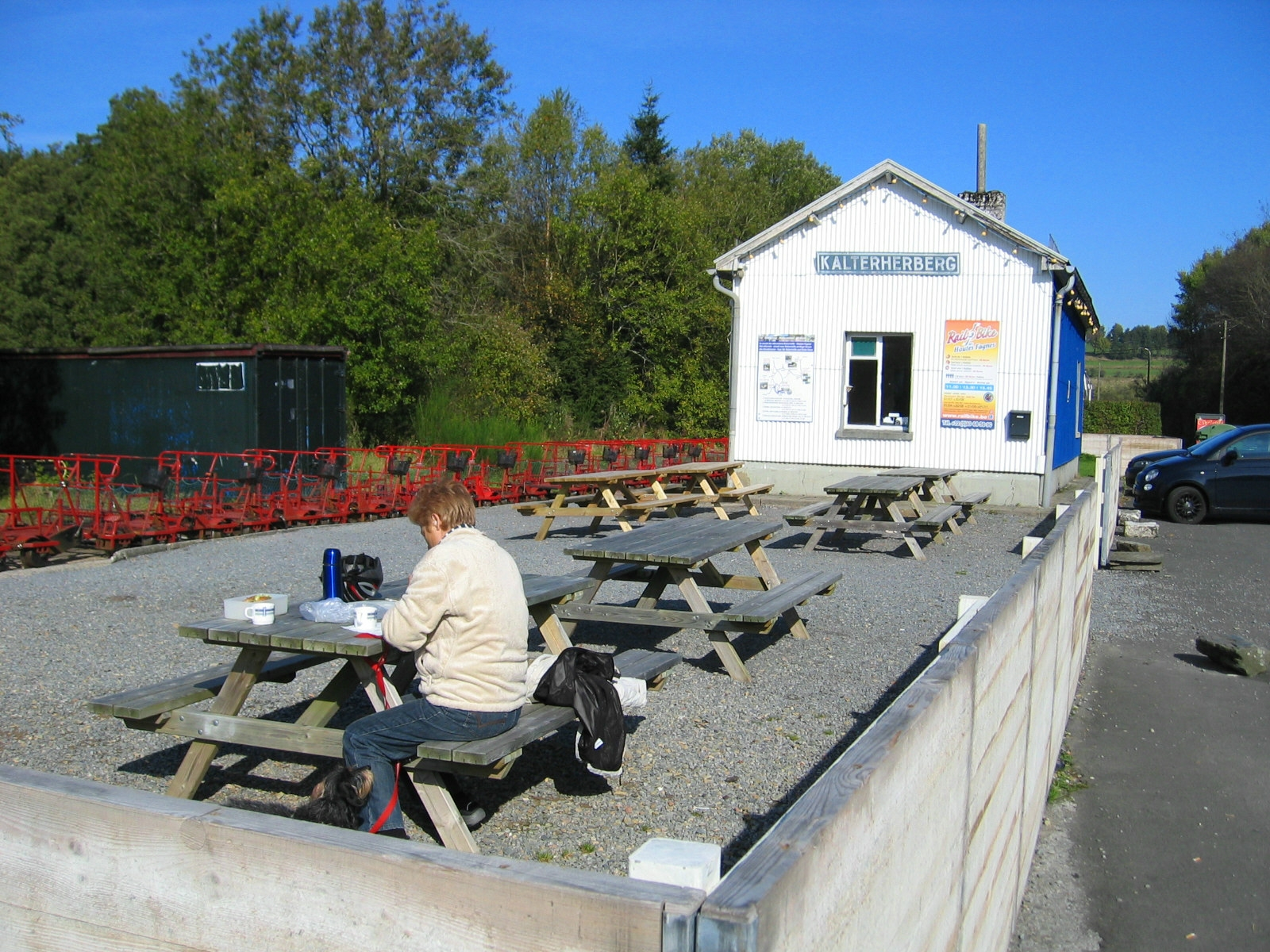
Terminus des draisines devant le bâtiment de la gare.
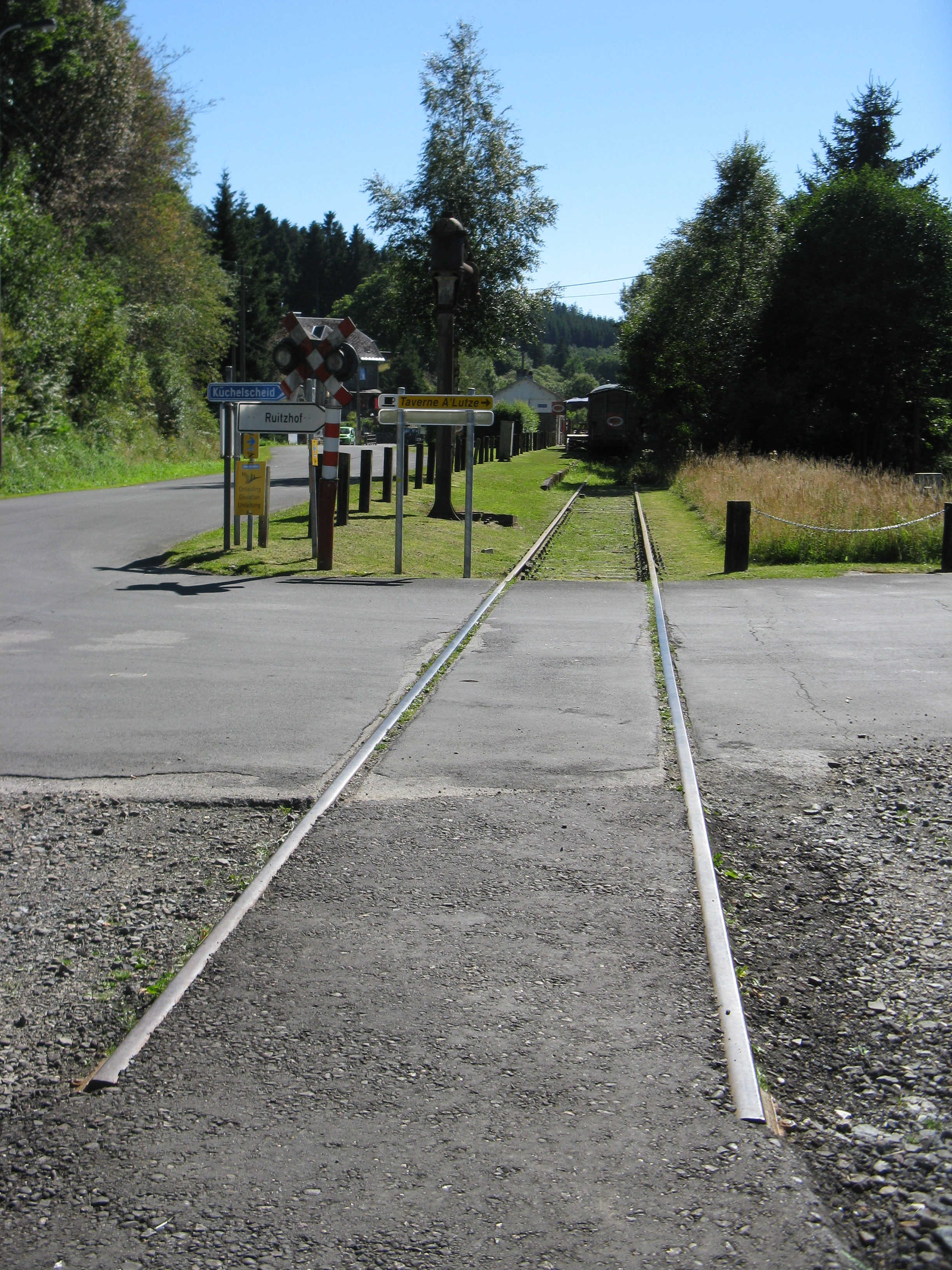
Fin des voies.
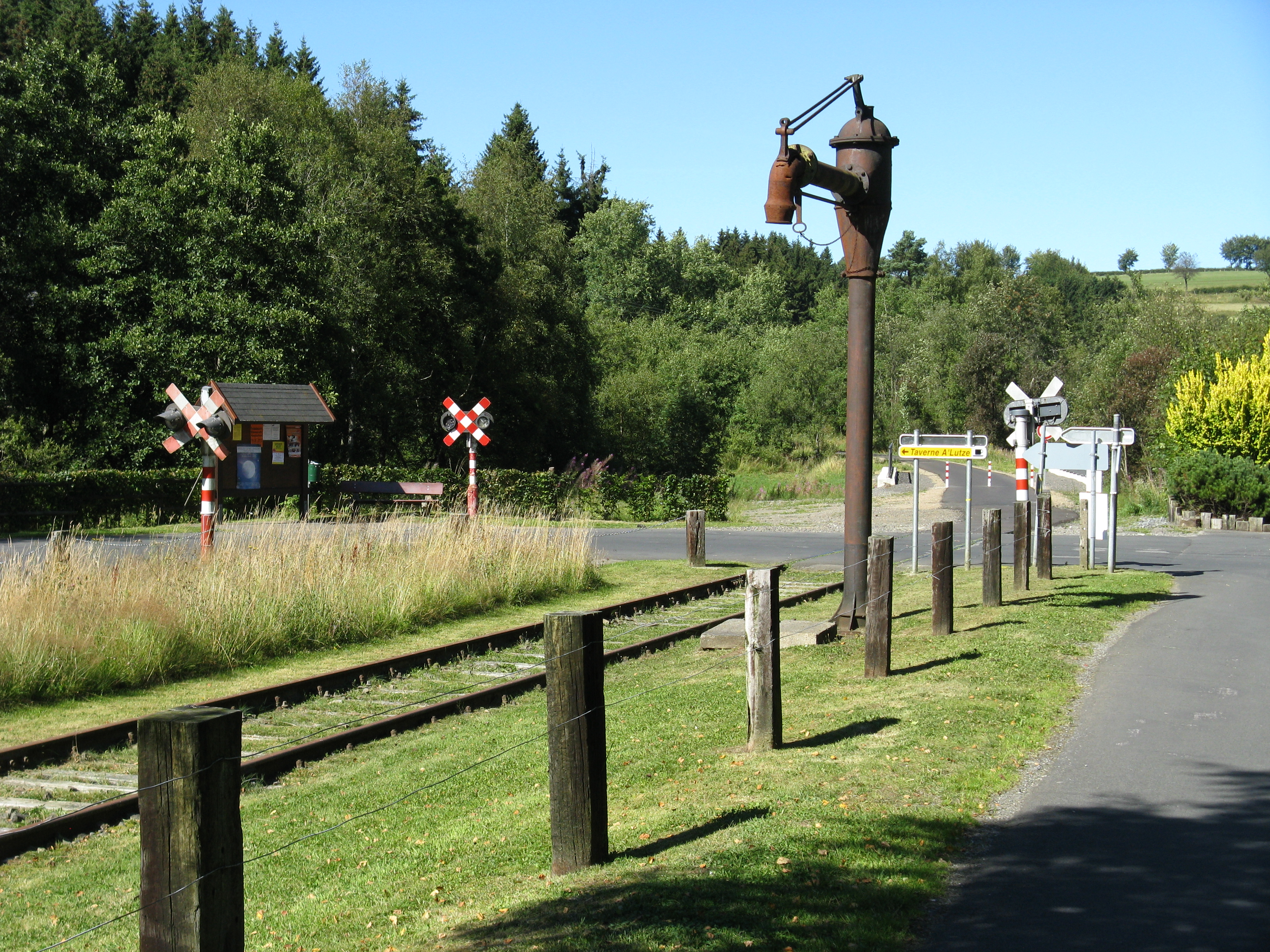
Grue hydraulique et vestiges de passage à niveau.
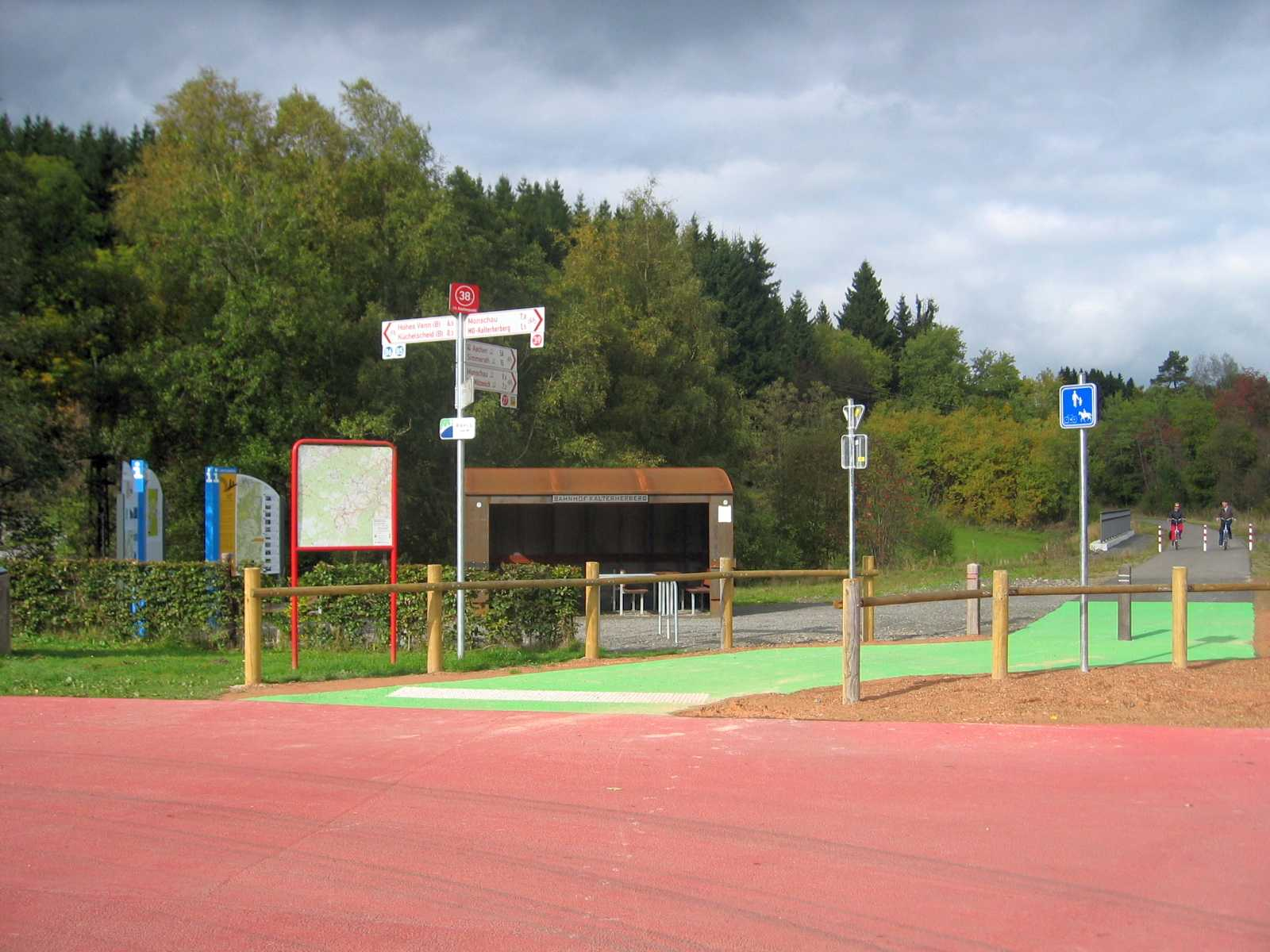
RAVeL.
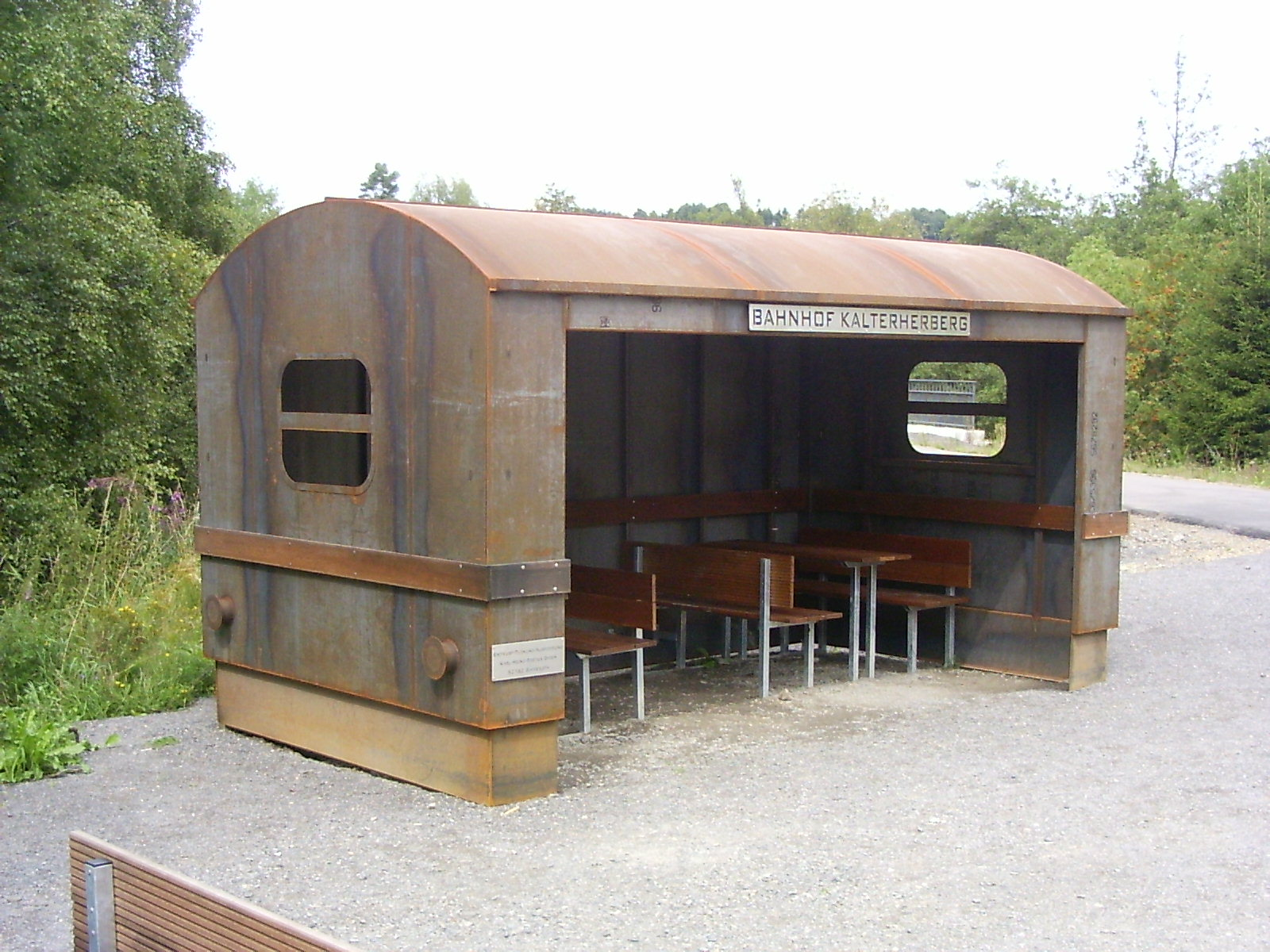
Abri moderne en forme de wagon.

## Patrimoine ferroviaire
Le premier bâtiment de la gare (une construction en bois à toit plat) est remplacée en 1906-1908 par un bâtiment plus grand en trois parties avec une toiture à croupes. Endommagé par la guerre, il est détruit en 1954. La maison du chef de station subsiste à proximité.
Malgré la suppression des trains de voyageurs, le nouveau bâtiment a des dimensions moins modestes que les autres constructions d'après-guerre sur la Vennbahn. Il s'agit d'un bâtiment rectangulaire de plain-pied comportant cinq travées. La façade est en pierre sur les deux tiers de sa hauteur.